# Picturesque Matchstickable Messages from the Status Quo
Picturesque Matchstickable Messages from the Status Quo es el álbum debut de la banda británica de rock Status Quo, publicado en 1968 a través de Pye Records. Según el sitio Allmusic su sonido es más bien un rock psicodélico con claras imitaciones a las bandas Bee Gees y The Beatles. Además buena parte de sus canciones no fueron escritas por ellos mismos como por ejemplo «Ice in the Sun», que fue escrita por los compositores ingleses Ronnie Scott y Marty Wilde. De igual manera incluye algunos temas de otros artistas como los ya mencionados Bee Gees, Tommy Roe y The Lemon Pipers.
Para promocionarlo meses antes se publicaron cuatro canciones como sencillos; en enero se lanzó «Pictures of Matchstick Men» convirtiéndose en su primer sencillo en debutar en la lista UK Singles Chart en el séptimo puesto, «Black Vells of Melancholy» puesto a la venta en marzo, «Ice in the Sun» lanzado en agosto y que alcanzó la octava posición en la lista británica y «Technicolour Dreams» en noviembre, este último publicado en muy pocos países.
Por otro lado, en el 2003 se remasterizó con tres pistas adicionales, mientras que en el 2009 se publicó en una edición deluxe que contaba con dos discos, el primero de ellos incluía los mismos temas pero en versión mono y el segundo en versión estéreo y además con canciones grabadas en las sesiones de la BBC.

## Lista de canciones
| N.º | Título                                         | Escritor(es)              | Duración |  |
| 1.  | «Black Vells of Melancholy»                    | Rossi                     | 3:17     |  |
| 2.  | «When My Mind is Not Live»                     | Rossi, Parfitt            | 2:50     |  |
| 3.  | «Ice in the Sun»                               | Marty Wilde, Ronnie Scott | 2:13     |  |
| 4.  | «Elizabeth Dreams»                             | Wilde, Scott              | 3:29     |  |
| 5.  | «Gentleman Joe's Sidewalk Café»                | Kenny Young               | 3:01     |  |
| 6.  | «Paradise Flat»                                | Wilde, Scott              | 3:13     |  |
| 7.  | «Technicolour Dreams»                          | Anthony King              | 2:54     |  |
| 8.  | «Spicks and Specks» (cover de Bee Gees)        | Barry Gibb                | 2:46     |  |
| 9.  | «Sheila» (cover de Tommy Roe)                  | Tommy Roe                 | 1:56     |  |
| 10. | «Sunny Cellophone Skies»                       | Lancaster                 | 2:47     |  |
| 11. | «Green Tambourine» (cover de The Lemon Pipers) | Shelley Pinz, Paul Leka   | 2:19     |  |
| 12. | «Pictures of Matchstick Men»                   | Rossi                     | 3:13     |  |

| Pistas adicionales en remasterización de 2003 |                             |                |          |  |
| N.º                                           | Título                      | Escritor(es)   | Duración |  |
| 13.                                           | «To Be Free»                | Lynes          | 2:37     |  |
| 14.                                           | «Make Me Stay a Bit Longer» | Rossi, Parfitt | 2:55     |  |
| 15.                                           | «Auntie Nellie»             | Lancaster      | 3:22     |  |

## Músicos
- Francis Rossi: voz y guitarra líder
- Rick Parfitt: voz y guitarra rítmica
- Alan Lancaster: bajo
- John Coghlan: batería
- Roy Lynes: teclados y coros